# Give a Reason
Give a Reason è un brano musicale di Megumi Hayashibara, scritto da Arimori Satomi, Sato Hidetoshi e Ohira Tsutomu, e pubblicato come singolo il 24 aprile 1996 dalla Starchild. Il brano è stato incluso nell'album della Hayashibara bertemu e nella raccolta Slayers MEGUMIX. Il singolo raggiunse la nona posizione della classifica settimanale Oricon, e rimase in classifica per tredici settimane, vendendo 232 850 copie. Give a Reason è stato utilizzato come sigla di apertura della serie anime Slayers Next, in cui la Hayashibara doppia il personaggio di Lina Inverse, protagonista della serie. Il lato B del singolo è Jama wa Sasenai, sigla di chiusura dello stesso anime ed interpretato da Masami Okui.

## Tracce
CD singolo KIDA-128
1. Give a reason – 4:24
2. Masami Okui – Jama wa Sasenai (邪魔はさせない?) – 4:38
3. Give a reason (Off Vocal Version) – 4:24
4. Jama wa Sasenai (邪魔はさせない?) (Off Vocal Version) – 4:38

Durata totale: 18:04

## Classifiche
| Classifica (1995)                        | Posizione più alta |
| ---------------------------------------- | ------------------ |
| Giappone (Classifica settimanale Oricon) | 9                  |